# Ancyronyx minerva
Ancyronyx minerva es una especie de escarabajo acuático del género Ancyronyx, familia Elmidae, tribu Ancyronychini. Fue descrita científicamente por Freitag y Jach en 2007.

## Descripción
El cuerpo mide 1,2–1,3 milímetros de longitud y 0,49–0,60 milímetros de ancho. Es de color marrón oscuro o negro y las antenas son de color amarillento a marrón pálido.

## Distribución
Se distribuye por Palawan, en Filipinas.